# Omolon
Az Omolon (oroszul: Омолон) folyó Oroszország ázsiai részén, a Magadani területen, Csukcsföldön és Jakutföldön. A Kolima legnagyobb, jobb oldali mellékfolyója.

## Földrajz
Hossza: 1114 km, vízgyűjtő területe: 113 000 km2, évi közepes vízhozama: kb. 680 m³/s; a torkolatnál 900 m³/s.
A Magadani területen, a Kolima-hegyvidék központi részén  ered. Felső szakaszán hegyek között, szűk völgyben folyik északkelet felé. Kelet felől megkerüli a Kedoni-hegységet, majd völgye kiszélesedik. A Molongda torkolatától határfolyó a Magadani terület és Csukcsföld között. Itt, a középső folyásán veszi fel legnagyobb bal oldali mellékfolyóját, a Kedont. Csukcsföld nyugati vidékén, az Oloj-hegység és a Jukagir-fennsík közötti széles völgyben folytatja útját, végig észak felé. Jakutföld északkeleti peremén, lapos, mocsaras tundrán kanyarogva éri el a Kolimát, 282 km-rel annak torkolata előtt.
A folyó középső szakasza mentén, (a Namindikan mellékfolyó környékén, ahol 1980 és 2002 között nagy kiterjedésű természetvédelmi terület volt) az éghajlat szélsőségesen kontinentális, szubarktikus. Az évi középhőmérséklet –12,8 °С, a januári –39,2 °С, a júliusi 13,1 °С. A csapadék évi mennyisége csupán 240 mm, a vegetációs időszak kb. 100 napig tart. Az Omolon medre itt kb. 500 m széles, sok a mellék- és a holtág, az elárasztott rét és a mocsár. Az érintetlen természeti környezet a tundrai költözőmadarak sokaságának kedvelt pihenőhelye.
Októbertől május végéig, június elejéig az Omolon jégpáncél alatt van, felső folyásán fenékig befagy. Nyáron a torkolattól fölfelé 595 km-ig hajózható.

## Mellékfolyói
Nagyobb mellékfolyói: 
- jobbról a Kegali (228 km), a Molongda  (185 km) és az Oloj (471 km);
- balról a Namindikan (199 km) és a Kedon (296 km).

Több mellékfolyó mentén régóta ismert ezüst- és aranylelőhelyek találhatók.

## Történelem
- Az Omolon völgye (főként alsó folyásán) kiemelkedő szerepet játszott az őslakos jukagirok tradicionális életmódjában. Ennek fontos része volt a lazacfélék halászata, valamint a rénszarvasok vadászata, illetve befogása és háziasítása.

- 1892 nyarán az Omolon torkolatánál temették el a neves földrajztudóst, Szibéria kutatóját, Ivan Gyementyjevics Cserszkijt (lengyel nevén: Jan Stanisław Franciszek Czerskit).